# Coronadillo milleri
Coronadillo milleri är en kräftdjursart som först beskrevs av Charles Chilton 1917.  Coronadillo milleri ingår i släktet Coronadillo och familjen Armadillidae. Inga underarter finns listade i Catalogue of Life.